# Orso Onofrio
Orso Onofrio (Humphrey Bear), in passato noto anche come Gelsomino, Serafino o Brunone, è un personaggio immaginario dell'animazione e dei fumetti Disney. È un orso Grizzly che fa da buffonesco antagonista di Paperino e di Ocarina, il ranger del parco in cui vive. È apparso per la prima volta nel corto Il tappetorso (1953).

## Carattere e apparizioni
Diversamente dagli altri orsi, vive al parco di Brownstone e il suo capo, il ranger Ocarina, gli consiglia sempre severamente delle cose da fare. È uno degli antagonisti animali di Paperino. Appare nei cartoni classici di Paperino, in due cartoni classici dedicati a lui, in Mickey Mouse Works e House of Mouse - Il Topoclub. 
Pur essendo posto come antagonista di Paperino, nei corti animati, Onofrio non è malvagio bensì molto goloso, pigro e avido ma soprattutto un gran pasticcione. Tipico del personaggio è l'attacco di panico nei momenti di difficoltà in cui cerca una via di fuga in ogni direzione. Parla poco. 
I due cortometraggi completamente dedicati a Onofrio, usciti entrambi nel 1956, sono:
- Pesca proibita (Hooked Bear)
- Ripuliamo il parco (In the Bag)

Altri cortometraggi sono: Paperino e l'orso ghiottone (Beezy Bear), Paperino e l'orso freddoloso (Bearly Asleep), Operazione prosciutto (Grin and Bear it) e Il tappetorso (Rugged Bear). 
Appare anche nell'episodio L'orso babysitter di Cip & Ciop agenti speciali.
Appare anche nella serie animata La leggenda dei tre caballeros.